# Petar Svačić
Petar Svačić (eller Snačić), död 1097, var den sista av de inhemska kungarna, som regerade över Kroatien. Han regerade mellan åren 1093 och 1097. 
Efter att han dödats i striderna med den ungerska armén erbjöds den kroatiska adeln ett avtal kallat Pacta conventa som innebar att de båda länderna skulle ingå en personalunion där den ungerske kungen även blev regent över Kroatien. Den ungerska kungen skulle dock krönas i en separat kröning i Kroatien. Avtalet innebar även att den kroatiska adeln stärkte sina rättigheter och att de fortsatt fick en stark självbestämmande rätt inom Kroatiens gränser, samtidigt som de ej ålades att bidra med truppstyrkor för den ungerske kungen utanför Kroatiens gränser. Den kroatiska adeln accepterade avtalet och personalunionen mellan länderna varade fram till år 1918.